# Kościół św. Walentego w Obrze
Kościół świętego Walentego w Obrze – rzymskokatolicki kościół cmentarny należący do parafii św. Jakuba Większego Apostoła w Obrze (dekanat wolsztyński archidiecezji poznańskiej).
Jest to świątynia wzniesiona w 1719 roku. Zbudowana została dzięki staraniom Mateusza Wichrowskiego przeora cystersów. Kilkakrotnie była restaurowana: w 1773 roku, w latach 1869–1870 i 2000–2001. W latach 1964–1966 została przeprowadzona konserwacja wnętrza przez Wandę Skuzę.
Budowla jest drewniana i posiada konstrukcję zrębową. Świątynia jest orientowana, salowa,  zamknięta trójbocznie. Z boku nawy jest umieszczona zakrystia. Budowlę nakrywa dach jednokalenicowy, pokryty dachówką. Od frontu znajduje się wieża czworoboczna, niższa w stosunku do nawy, posiada konstrukcję słupową, w jej przyziemiu jest umieszczona kruchta. Wieża jest zwieńczona dużym baniastym, blaszanym, barokowym dachem hełmowym z ośmiokątną latarnią. Wnętrze nakrywają: strop płaski w nawie oraz sklepienie kolebkowe w prezbiterium. Chór muzyczny jest podparty dwoma słupami, w części centralnej posiada wystawkę o przekroju trapezu, na chórze są umieszczone organy wykonane na przełomie XVIII i XIX wieku. Na ścianach znajduje się skromna polichromia. Kościół charakteryzuje się rokokowym wyposażeniem wnętrza, należą do niego: ołtarz główny, dwa ołtarze boczne, ambona i dwa konfesjonały powstałe około 1773 roku. Późnogotyckie rzeźby pochodzą z około 1470 i 1500 roku.